# 曼徹斯特建築學院
曼徹斯特建築學院（英語：Manchester School of Architecture）是英國曼徹斯特的一所建築學院，由曼徹斯特大學與曼徹斯特都會大學聯合管理。該學院成立於1996年，合併了兩所大學建築系的資源和專業知識，此後提供本科與研究生的建築學教育。

## 歷史
曼徹斯特建築學院成立於1996年，由當時的曼徹斯特維多利亞大學（該校2004年改制為曼徹斯特大學）建築系與曼徹斯特都會大學建築系合併而成。這個合作旨在利用兩所大學的強項，為學生提供更為全面的教育與資源。

## 校園與設施
曼徹斯特建築學院的教學設施分佈在曼徹斯特都會大學與曼徹斯特大學的校園內，學生可以利用兩所大學的圖書館、工作室和其他資源。學院的設施包括專門的設計工作室、製作工坊和數字製造實驗室，支持學生的創新設計與研究活動。

## 課程
曼徹斯特建築學院提供包括本科和研究生在內的各類建築學位課程。此外，學院還提供建築學博士和建築研究碩士等高級研究課程。這些課程均獲得英國皇家建築師學會與英國建築師註冊管理局（Architects Registration Board）的認可。

## 排名與聲譽
曼徹斯特建築學院在國內外享有很高的聲譽，經常在各類建築學專業排名中名列前茅。該學院的課程在全球建築學專業排名中表現突出，吸引了來自世界各地的學生。

## 著名人物
曼徹斯特建築學院培養了眾多傑出的建築師和設計師，他們在國際建築界享有盛譽。許多校友在世界各地的著名建築事務所和學術機構任職，並對建築學的發展做出了重要貢獻。
- 诺曼·福斯特[6]

## 外部連結
- 曼徹斯特建築學院網站 （页面存档备份，存于）（英文）
- 曼徹斯特大學建築研究組網站（英文）

53°28′08″N 2°14′17″W / 53.469°N 2.2381°W